# 郝鐵川
郝鐵川（1959年12月31日—），男，祖籍河南邓州，生于卫辉，中华人民共和国政治人物，曾任香港中聯辦宣傳文體部部長，現任上海市文史研究館館長。享受国务院政府特殊津贴专家。

## 生平
1959年生於河南汲縣（現衛輝市），在文革期間，他父親坐牢，母親被打成特務進了「牛欄」，祖母是逃亡地主，他自己也就成了「狗崽子」。1978-1985年就讀於河南大學，分別獲得學士學位和碩士學位，1988年又獲得華東師范大學歷史學博士學位，後就職於華東政法學院，從事法理學方面的研究，並曾任該院的副院長，《法學》雜志的主編；2000年從政，曾擔任上海市宣傳部副部長、上海市金山區區長；並任山東大學法理學博士生導師、上海交通大學管理學博士生導師。

## 爭議性言論
2011年12月，港大民意研究計畫前日發表港人對身分認同的民意調查，指市民對「香港人」身分認同感升至十年新高，但對「中國人」身分認同感則跌至十二年新低。郝鐵川評論事件，點名指出民研計畫總監鍾庭耀提供的八個選項，實質和目的是將香港人和中國人並列，叫受訪者選一項，問題定得「不科學」和「不合邏輯」，因為回歸後承認自己是香港人，理所當然就承認是中國人。不過他補充指這是其個人意見，在被問到是否認為民調有政治目的及應該停做，郝則拒絕評論。因这种批评言论会干预学术自由而引起香港人士的抗议和不满。
2012年12月10日，郝鐵川在《明報》登出文章《人大常委有權監督香港立法會立法？》，批評法律界立法會議員郭榮鏗早前撰文，給人一種「中央對港權力只有外交國防」的說法，跟《基本法》原意不符。郝鐵川引述港大法律學院院長陳文敏和多名港大學者合著的法律教科書《香港法概論》，指中央對港的權力有10項，包括解釋《基本法》、任命特首和主要官員、宣布緊急狀態等。郭榮鏗則質疑郝鐵川是「節外生枝」，並批評對方「扭曲《基本法》原意」。